# Blok (sport)
Blok – element gry w koszykówce i siatkówce. 

## Blok w koszykówce
Występuje, kiedy zawodnik grający w ataku oddaje rzut lub próbuje wsadu, a obrońca dotyka piłki i tym samym uniemożliwia zdobycie punktu. Jest to zagranie gracza obrony powodujące zmianę kierunku ruchu piłki rzucanej w kierunku kosza w taki sposób, by rzut okazał się niecelny. 
Lot piłki może być zmieniony minimalnie lub całkowicie, blokiem jest też takie zablokowanie ruchu piłki w ostatniej fazie rzutu, że w ogóle nie opuszcza ona ręki gracza ataku. W tej ostatniej sytuacji, statystyk musi ocenić czy gracz ataku miał zamiar rzucać do kosza. Zablokowany może być rzut znad głowy, a także wszelkie rzuty sytuacyjne jak hak, lay-up czy wsad.
Zawodnikowi, który został zablokowany, w statystyki wpisywany jest niecelny rzut. Jeżeli któryś z zawodników złapał piłkę po bloku, to w zależności od sytuacji zostanie mu zapisana zbiórka lub przechwyt. 
Blok zalicza się tylko w pierwszej fazie lotu piłki, gdy piłka się wznosi. Jeśli blok został dokonany w fazie opadania piłki, zostają zaliczone punkty, a nie blok. Podobna sytuacja ma miejsce gdy piłka najpierw dotknie tablicy, a dopiero później ręki blokującego (zalicza się punkty nawet jeśli piłka jest jeszcze w locie wznoszącym).
1. W sytuacji, gdy piłka została zablokowana tak, że pozostała w rękach obrońcy, statystyk musi podjąć decyzję czy zapisuje graczowi ataku rzut, a obrońcy blok + zbiórkę w obronie, czy też atakującemu przyznaje stratę a obrońcy przechwyt.
2. W sytuacji, gdy faulowany gracz kontynuuje akcję rzutową i zostaje prawidłowo zablokowany przez innego obrońcę, należy przyznać temu obrońcy blok. Ważne jest tu śledzenie sygnalizacji sędziów - czy zaliczyliby oni oddany rzut. Jest to wyjątek od zasady gdy blok warunkowany jest zapisaniem niecelnego rzutu graczowi ataku.
3. Blok jest zaliczany tylko wtedy, gdy dotknięta piłka nie wpada do kosza. W przeciwnym wypadku nawet, jeżeli obrońca znacząco zmienił tor lotu piłki blok nie zostaje zapisany.
4. W przypadku gdy piłki w locie dotykał więcej niż jeden obrońca, blok zapisywany jest temu, który w ocenie statystyka w największym stopniu przyczynił się do skierowania rzutu poza obręcz.

## Blok w siatkówce
Celem bloku jest zdobycie punktu, zatrzymanie ataku drużyny przeciwnej lub zyskanie piłki do rozegrania przez tzw. wyblok.

### Blokowanie
- Blokowanie jest to akcja zawodników znajdujących się w pobliżu siatki, którzy sięgają powyżej górnej krawędzi siatki w celu uniemożliwienia przejścia piłki z pola przeciwnika. Jedynie zawodnicy linii ataku mogą uczestniczyć w bloku spełnionym.
- Próba wykonania bloku jest to akcja blokowania bez dotknięcia piłki.
- Blok jest spełniony, kiedy piłka jest dotknięta przez blokującego.
- Blok grupowy jest to blok wykonywany przez dwóch lub trzech zawodników znajdujących się blisko siebie. Blok taki jest spełniony, jeśli co najmniej jeden z blokujących dotknie piłki.
- Następujące po sobie (szybkie i ciągłe) dotknięcia piłki przez zawodnika lub zawodników blokujących mogą wystąpić pod warunkiem, że są wykonane w jednej akcji.
- W chwili blokowania zawodnik może przekładać ręce nad siatką pod warunkiem, że czynność ta nie wpłynie na wykonanie akcji przez przeciwnika. Nie można więc dotykać piłki po stronie przeciwnika, jeśli przeciwnik nie wykonał jeszcze ataku.
- Dotknięcie piłki przez blokujących nie jest zaliczane jako odbicie piłki przez zespół. Po dotknięciu piłki przez blokujących, zespół ma prawo do trzech odbić w celu przebicia piłki na stronę przeciwną.
- Pierwsze odbicie piłki po bloku może być wykonane przez dowolnego z zawodników, również przez tego, który dotknął piłki w czasie bloku.
- Blokowanie zagrywki przeciwnika jest zabronione.

### Ułożenie rąk do bloku
W przypadku prawidłowego ułożenia rąk do bloku ramiona powinny znajdować się przy siatce, natomiast dłonie oraz przedramiona po drugiej stronie siatki (muszą być przełożone na drugą stronę). Zarówno dłonie jak i przedramiona należy skierować w dół w kierunku środka boiska rywala. Podczas bloku ręce powinny być wyprostowane i usztywnione w stawach łokciowych, barkowych i nadgarstkach. Jednak zdarza się, iż zawodnicy nie są w stanie odpowiednio ułożyć rąk do bloku. W takim wypadku należy wykonać tak zwany blok pasywny odchylając dłonie i przedramiona do tyłu (w celu obniżenia siły ataku oraz umożliwienia wyprowadzenia kontry). 

### Przemieszczanie się do bloku
W zależności od odległości blokujący przemieszczają się do bloku krokiem dostawnym (głównie krótka odległość) bądź biegiem ze skrzyżowaniem nóg (dojście środkowego do skrzydła). Krok dostawny, pomimo iż wolniejszy jest znacznie bardziej skuteczny, ponieważ zawodnik nie musi opuszczać rąk, dzięki czemu zyskuje cenny czas przy wyskoku do bloku.  
Krok dostawny
Aby prawidłowo wykonać krok dostawny w momencie wyskoku konieczne jest znalezienie się naprzeciwko atakującego, kiedy ma on kontakt z piłką. Należy także pamiętać o właściwym ułożeniu tułowia podczas skoku w celu uniknięcia tak zwanego przelatywania. 
Bieg ze skrzyżowaniem nóg (krok skrzyżny)
Kiedy zawodnik nie ma możliwości dojścia do bloku krokiem dostawnym należy wykonać bieg ze skrzyżowaniem nóg. Ważne jest, aby ruch rozpocząć nogą kierunkową, dzięki czemu tułów zostanie skierowany w kierunku ruchu. Następnie należy przenieść nogę dostawną nad sobą stawiając ją w punkcie odbicia, odwrócić się na niej, w celu ustawienia się do siatki przodem i wykonać wyskok do bloku.  

### Błędy bloku
- Zawodnik blokujący dotyka piłki po stronie przeciwnika przed lub w czasie wykonywania ataku przez przeciwnika.
- Zawodnik linii obrony lub libero uczestniczy w spełnionym bloku indywidualnym lub grupowym.
- Blokowanie zagrywki przeciwnika.
- Piłka po bloku upada na aut.
- Blokowanie piłki po stronie przeciwnika poza antenkami.
- Libero blokuje lub wykonuje próbę bloku indywidualnie lub grupowo.
- Dotknięcie siatki podczas bloku.